# Манеев, Владимир Петрович
Владимир Петрович Манеев (5 февраля 1932, Сталинск, Западно-Сибирский край — 8 января 1985, Новокузнецк, Кемеровская область) — советский борец классического стиля, серебряный призёр олимпийских игр в классической борьбе, Заслуженный мастер спорта СССР (1955), первый сибиряк ставший заслуженным мастером спорта.

## Биография
Родился в 1932 году в Сталинске (ныне Новокузнецк) в семье учительницы и служащего.
С 1948 года начал работать машинистом поста сортопрокатного и листопрокатного цехов Кузнецкого металлургического комбината и в это же время начал заниматься борьбой. Уже в 1949 году В. Манеев занимает третье место на чемпионате СССР среди юношей, а в 1950 и 1951 году выигрывает чемпионаты СССР среди сверстников. В 1952 году выступает на «взрослом» чемпионате СССР и занимает там второе место. В 1953 году стал мастером спорта. В 1954 году и 1955 годах выигрывал чемпионат СССР.
В 1955 году стал чемпионом мира, а в 1956 году выиграл Кубок мира.
Был включён в олимпийскую команду и на Летних Олимпийских играх 1956 года в Мельбурне боролся, будучи вынужденным согнать вес на 13 килограммов, в весовой категории до 73 килограммов (полулёгкий вес). Стал первым из кузбассовцев участником Олимпийских игр.
В предварительных схватках:
- в первом круге решением судей со счётом 3-0 выиграл у Вейкко Рантонена (Финляндия);
- во втором круге на 9 минуте тушировал Эрнста Вандаллера (Австрия);
- в третьем круге решением судей со счётом 2-1 выиграл у Зигфрида Шнёфера (ФРГ);
- во четвёртом круге не участвовал;

По существовавшим тогда правилам трое борцов, набравших наименьшее количество штрафных баллов в предварительных схватках, выходили в финал, где разыгрывали награды между собой.
- в пятом круге решением судей со счётом 2-1 выиграл у Пера Берлина (Швеция);
- в шестом круге решением судей со счётом 3-0 проиграл Митхату Байраку (Турция) и таким образом, занял второе место.[5]

Чемпион мира, двукратный чемпион СССР, двукратный вице-чемпион СССР, вице-чемпион Спартакиады народов СССР 1956 Победитель международных турниров в Сирии, Ливане, Египте, Франции, Чехословакии, Румынии. По некоторым сведениям, после выступления на олимпиаде злоупотреблял алкоголем.. Но тем не менее, ещё в 1967 году принимал участие на IV Спартакиаде народов РСФСР и занял там второе место. Боролся до 1970 года. Признан лучшим спортсменом Кузбасса XX века.
В 1952 году окончил спортивное отделение педагогического училища, в 1959 году — горный факультет Сибирского металлургического института. Работал на шахте имени Орджоникидзе — горным мастером, заместителем начальника участка, начальником участка. С 1968 года работал на разрезе «Листвянский», в последние годы жизни — старшим инженером управления материально-технического снабжения этого разреза.
8 января 1985 года скончался в Новокузнецке.
Именем Владимира Манеева названа спортивная школа № 6 греко-римской и вольной борьбы в Новокузнецке. В Новокузнецке регулярно проходят турниры по греко-римской борьбе памяти Владимира Манеева.

## Награды
- орден Трудового Красного Знамени (27.04.1957) — «за успехи, достигнутые в деле развития массового физкультурного движения в стране, повышения мастерства советских спортсменов, и успешное выступление на международных соревнованиях»